# Bertula alikangialis
Bertula alikangialis là một loài bướm đêm trong họ Erebidae.